# Carmen De Rue
Carmen De Rue est une actrice américaine née le 6 février 1908 à Pueblo, Colorado (États-Unis), morte le 28 septembre 1986 à North Hollywood (Californie).

## Filmographie
- 1914 : Le Mari de l'Indienne (The Squaw Man) : Hal
- 1914 : Brewster's Millions : Peggy Gray, à 5 ans
- 1915 : The Rivals
- 1915 : Little Dick's First Case
- 1915 : Pirates Bold
- 1915 : The Ashcan, or Little Dick's First Adventure
- 1915 : A Ten-Cent Adventure
- 1915 : The Runaways
- 1915 : The Straw Man
- 1915 : The Right to Live
- 1915 : The Little Cupids
- 1915 : For Love of Mary Ellen
- 1915 : The Little Life Guard
- 1915 : The Doll House Mystery
- 1916 : Let Katie Do It : enfant de Adams
- 1916 : Acquitted : Nellie Carter
- 1916 : The Children in the House : enfant
- 1916 : Going Straight (en) : la fille de Mrs. Van Dyke
- 1916 : The Little School Ma'am : rôle indéterminé
- 1916 : Gretchen the Greenhorn
- 1916 : La Conquête de l'or (A Sister of Six) : Priscilla
- 1917 : Cheerful Givers : Orpheline
- 1917 : Jack and the Beanstalk
- 1917 : Aladin (Aladdin and the Wonderful Lamp) : fille qui danse
- 1917 : Les Enfants dans la forêt (The Babes in the Woods) de Chester M. Franklin et Sidney Franklin : la bonne fée
- 1918 : The Girl with the Champagne Eyes de Chester M. Franklin : Enfant de mineur
- 1918 : Fan Fan : Lady Shoo